# Тотлебен (форт)
Форт «Тотлебен» (форт «A», форт «Первомайский») — одно из долговременных оборонительных сооружений, входящих в систему обороны Кронштадта. Административно территория форта относится к муниципальному образованию город Кронштадт.

## Строительство форта
Строительство форта было начато в 1896 году в ходе реконструкции Кронштадтской крепости. Основой реконструкции было строительство двух насыпных островов для размещения на них крупных артиллерийских фортов с бетонными казематами и снарядными погребами. Форты получили названия «А» и «В». Форт «А» располагался на отмели в 4 километрах западнее Сестрорецка и в 10 километрах от острова Котлин. Глубины здесь колебались от 2 до 4 метров. Форт «В» планировался в 7 километрах к юго-западу от форта «А» и в 4 километрах от острова Котлин. Глубины здесь достигали 4—5 метров. Северный фарватер, идущий к столице, проходил между фортами. Форт «Б» было принято решение не строить из соображений экономии: строительство новых фортов обошлось казне в 13,5 миллионов золотых рублей («Тотлебен» — 6,5 млн, «Обручев» — 7 млн).
Изыскательские работы в районе строительства фортов были закончены в 1896 году и с января 1897 года началось непосредственное строительство, которое намечалось закончить в 1903 году.
К 1903 году было закончено только строительство насыпных островов и гаваней, а строительство артиллерийских батарей и размещение на фортах орудий продолжалось вплоть до 1913 года, когда форты были переданы в ведение начальника крепостной артиллерии. Длительное строительство фортов было связано с качественным изменением артиллерии, которое проектировщики не могли предвидеть в 1895 году, когда закладывались проекты фортов.
Форт «А» в 1910 году был переименован в форт «Тотлебен» в честь выдающегося русского военного инженера Э. И. Тотлебена, который принимал участие в строительстве Кронштадтской крепости.
Форт Тотлебен имеет вид буквы «С» фасом на запад. Он состоит из трёх фронтальных и двух коротких фланговых фасов общей протяжённостью 700 метров и шириной 50 метров. Тыльная часть представляла собой военную улицу. Команда форта состояла из 700 человек.

### История строительства
1896 год — заготовка материалов и составление проектов.
1897 год, 27 января — утверждение проекта императором Николаем II.
1897 год, 3 февраля — под воду ушёл первый ряж. До весеннего ледохода необходимо было установить все ряжи под стенку набережной и горжевого волнолома. К лету на месте будущей гавани установили помещения для рабочих и администрации строительства. Проектировщик форта капитан Инженерного управления Шишкин А. А. являлся и главным производителем работ.
1897 год, март — установлены все ряжи.
1898 год — сформирован ряжевый обвод по всему периметру форта, забивались сваи, круглые под пристань и эскарповую стену форта и шпунтовые для крепления ряжей.
1898 год, 4 ноября — шторм, наводнение: уничтожено многое из построенного.
Начало XX века — отсыпка грунта в тело острова.
1901 год — сформирован узкий, длинный остров, возвышающийся над ординаром на 2,7 метра. На острове разместили рабочий городок и бетонный завод. Начали кладку фундаментов батарей.
1903 год — построили фронтальную стенку форта на свайном основании, из бетонных блоков.
1903—1908 годы — бетонирование батарей форта.
1909 год — закончена постройка собственно форта и началась установка орудий.
1910 год — модернизация форта с учётом опыта военных действий в обороне Порт-Артура. Перестроили мортирные батареи на новых «высоких» станках Р. А. Дурляхера для придания большего угла возвышения.
1915 год — построили дальномерные павильоны для новых горизонтально-базных дальномеров Лауница. Устроили колодцы для прожекторов системы «Шуккерт» с диаметром зеркала 1,5 — 2 м. На форте были шесть дизель-генераторов в 100 л.с., система опреснения и очистки воды, водопровод, канализация, хлебопекарня, баня, склады, ледник, аптека, казармы на 800 человек, церковь, синематограф, телеграф, телефонная станция с индикаторными кабелями, флигеля и отдельное здание для офицеров. Дальность стрельбы достигала 18 км.
Во время первой мировой войны форт оставался в глубоком тылу. В событиях 1917 года активных действий не принимал.

## Советский период
После Великой Октябрьской Социалистической Революции форт был переименован в «Первомайский».
1923 год — перевооружение с использованием 203-мм башен крейсера «Рюрик». Дальность огня увеличилась до 20 км.
1930-е годы — капитальный ремонт, постройка пулемётных капониров. Артиллерия форта принимала участие в советско-финской войне 1939—1940 годов, поддерживая наступление войск на Карельском перешейке.
Во время ВОВ — поддерживал огнём 23-ю армию, оборонявшую Сестрорецк. На форту были построены пулемётные ДОТы. Форт вёл огонь по войскам противника от Белоострова до Терийоки. Гарнизон форта участвовал в отражении финского десанта на Сестрорецк. В июне 1944 года участвовал в артподготовке накануне решительного наступления советских войск.
1950—1954 годы — последний ремонт и модернизация. Смена электрооборудования, строительство убежища химзащиты, ремонт фасадов, гидроизоляция сводов.
1955 год — снята артиллерия в боезапас, расформирован гарнизон.
1957 год — приказ Главкома ВМФ о снятии форта со всех видов учёта.
1958 год — форт покинули военные.
1960—1963 годы — демонтаж металлоконструкций Вторчерметом.
1985 год — форт перешёл на баланс Исполкома Ленсовета.
1988 год — форт передали управлению «Спецтранс» под стоянки спецтехфлота, базу отдыха и реставрацию памятника.
С 1990 года — входит в список ЮНЕСКО.
В 1992 году — форт переходит под юрисдикцию Кронштадтской администрации.
С 1999 года на форту размещается опорный пост МЧС РФ. Посещение форта допускается при наличии документов; по согласованию с начальником Северо-Западного регионального поисково-спасательного отряда МЧС либо в составе организованной экскурсионной группы.
В XXI веке — выставлен на продажу.
С 2010 года — форт общедоступен.

## XXI век
Более 20 лет, до событий в 2008 г., за фортом присматривал Владимир Ткаченко. Он называл себя внештатным комендантом. Владимир вычистил и обустроил форт, устроил там импровизированный музей истории. Экспонаты собирались на территории форта в течение долгого времени.
В 2008 году по льду на форт пришли вандалы и устроили большой погром. Взломали замки, выбили все стекла в жилых казематах, сожгли матрасы, одежду, книги, расплющили керосиновые лампы, исписали стены. Досталось и музею, он был разграблен, а некоторые экспонаты безвозвратно уничтожены.
Сейчас, вследствие погрома, контроль усилен ещё и поисково-спасательным подразделением «Берег», а также добровольным поисково-спасательным подразделением. Здесь же, проходят их учения.
Региональная общественная организация "Добровольная морская спасательная служба «Кронштадт» организует и проводит ежегодные молодёжные учебно-тренировочные сборы добровольных морских спасателей на форте Тотлебен. Основными задачами сборов являются подготовка и обучение молодёжи навыкам спасения на воде, самоспасению и выживанию на море, элементам высотной подготовки, привитие умений в организации палаточного лагеря и обустройстве быта, патриотическое воспитание молодёжи путём ознакомления с памятником архитектуры и истории, казематами форта Тотлебен, привитие молодёжи морских навыков, развитие воли и умения преодолевать трудности, отвлечение молодёжи от наркотиков и алкогольных напитков, привитие любви к здоровому образу жизни.
Участниками сборов является преимущественно кронштадтская молодёжь, 25 обучаемых. Инструкторский состав в количестве 11 человек состоит из инструкторов РОО "Добровольная морская спасательная служба «Кронштадт», инструкторов-спасателей СПб ГКУ «Поисково-спасательная служба Санкт-Петербурга», ЦентроСПАС МЧС России.
Мероприятиями предусмотрены показательные выступления общественных спасателей, кинологической группы Объединения добровольных спасателей «Экстремум», водолазных групп Поисково-спасательной службы Санкт-Петербурга. Одновременно на форту работает группа радиолюбителей Санкт-Петербурга и организовывает дальнюю связь с радиолюбителями по всему миру.
Подход опасен даже катерам и маломерным судам. Будьте бдительны, многочисленные мели из острых камней, сброшенного железа, тросов и тд. Посещение форта допускается только по согласованию с начальником Северо-Западного регионального поисково-спасательного отряда МЧС или с общественным поисково-спасательного отрядом (См. выше). Самостоятельный подход без знания просто опасен для жизни.

## Фотогалерея

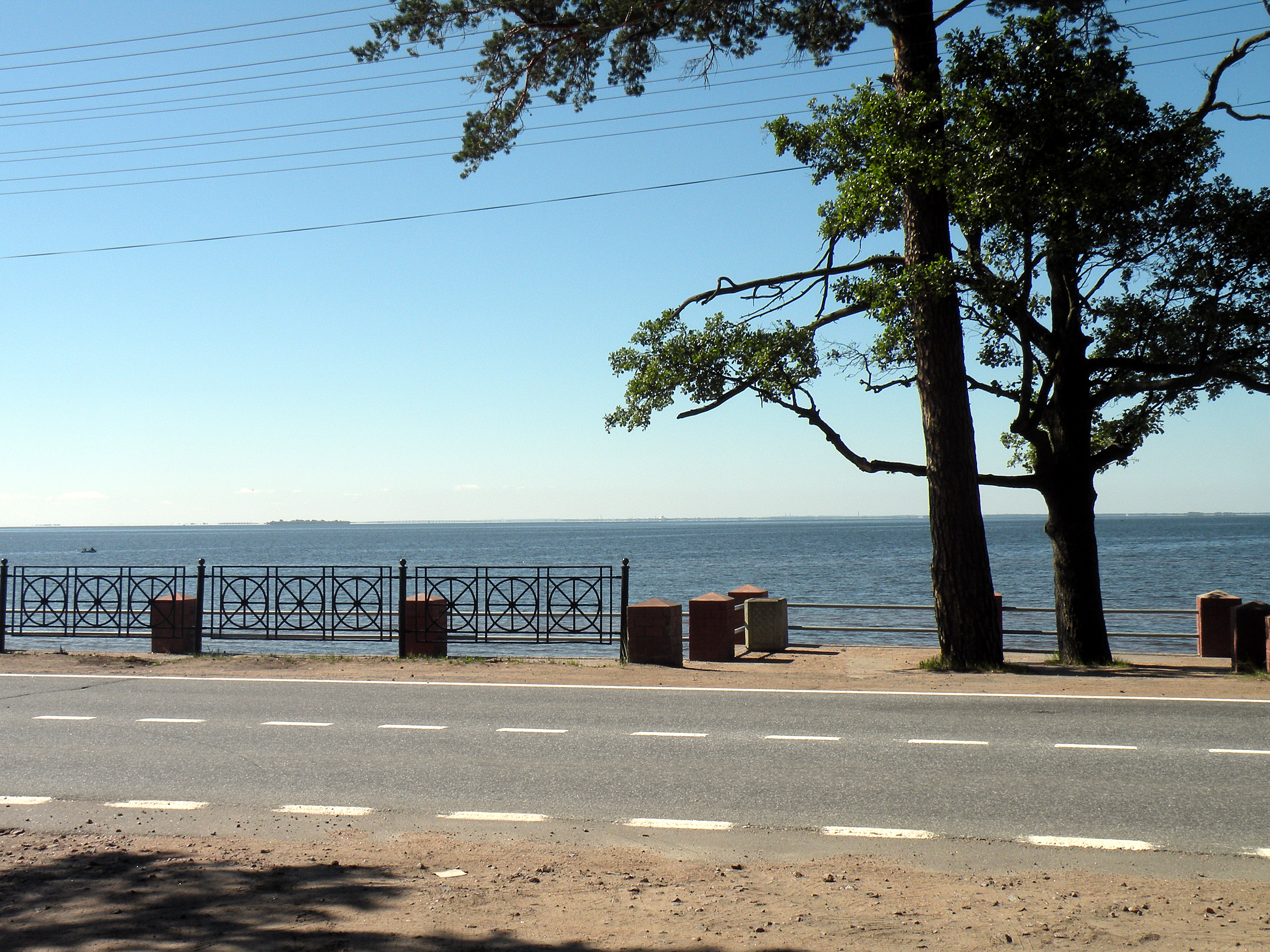
Вид на форт Тотлебен с шоссе на Териоки (Зеленогорск)
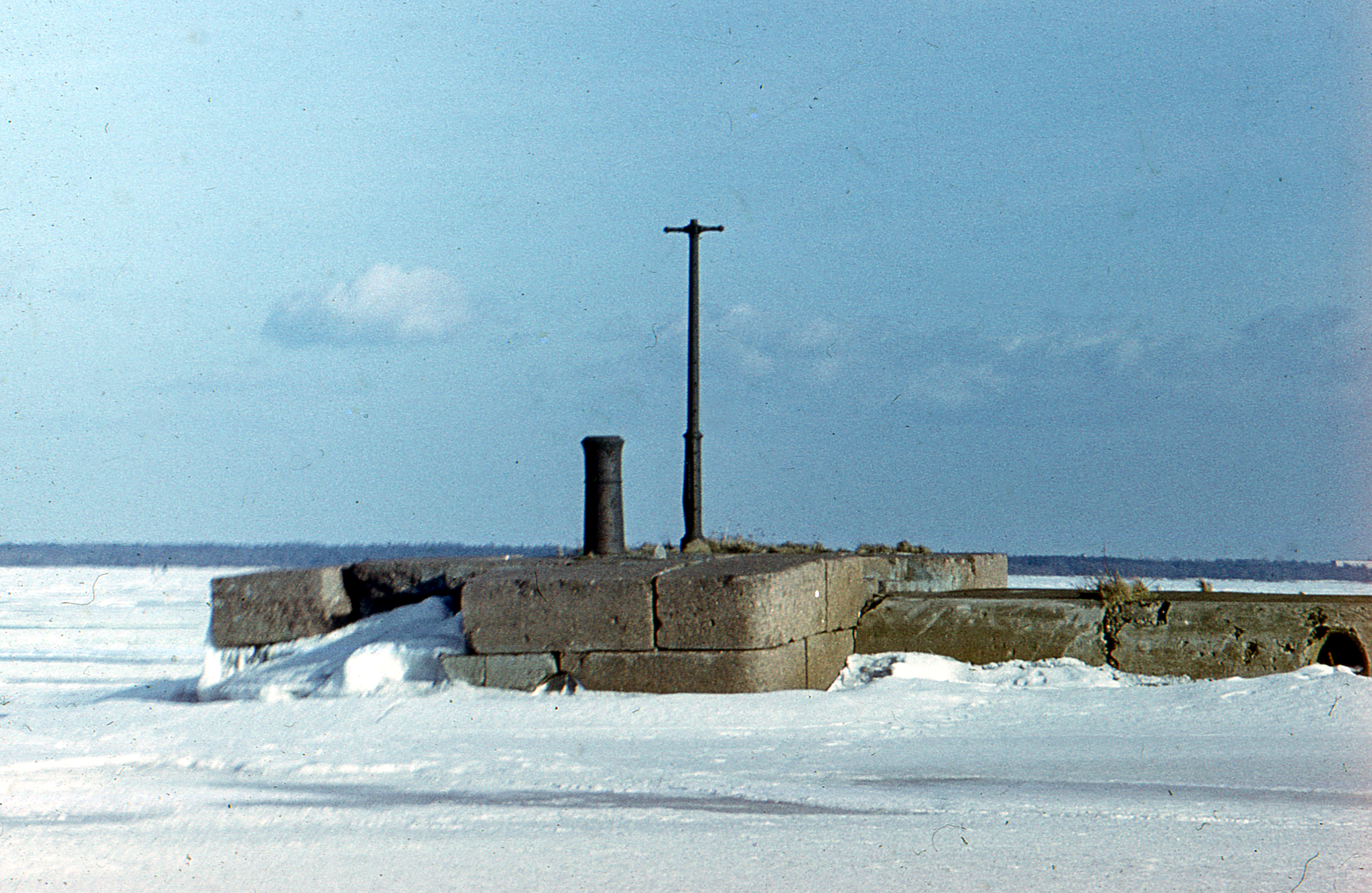
Мол форта Тотлебен
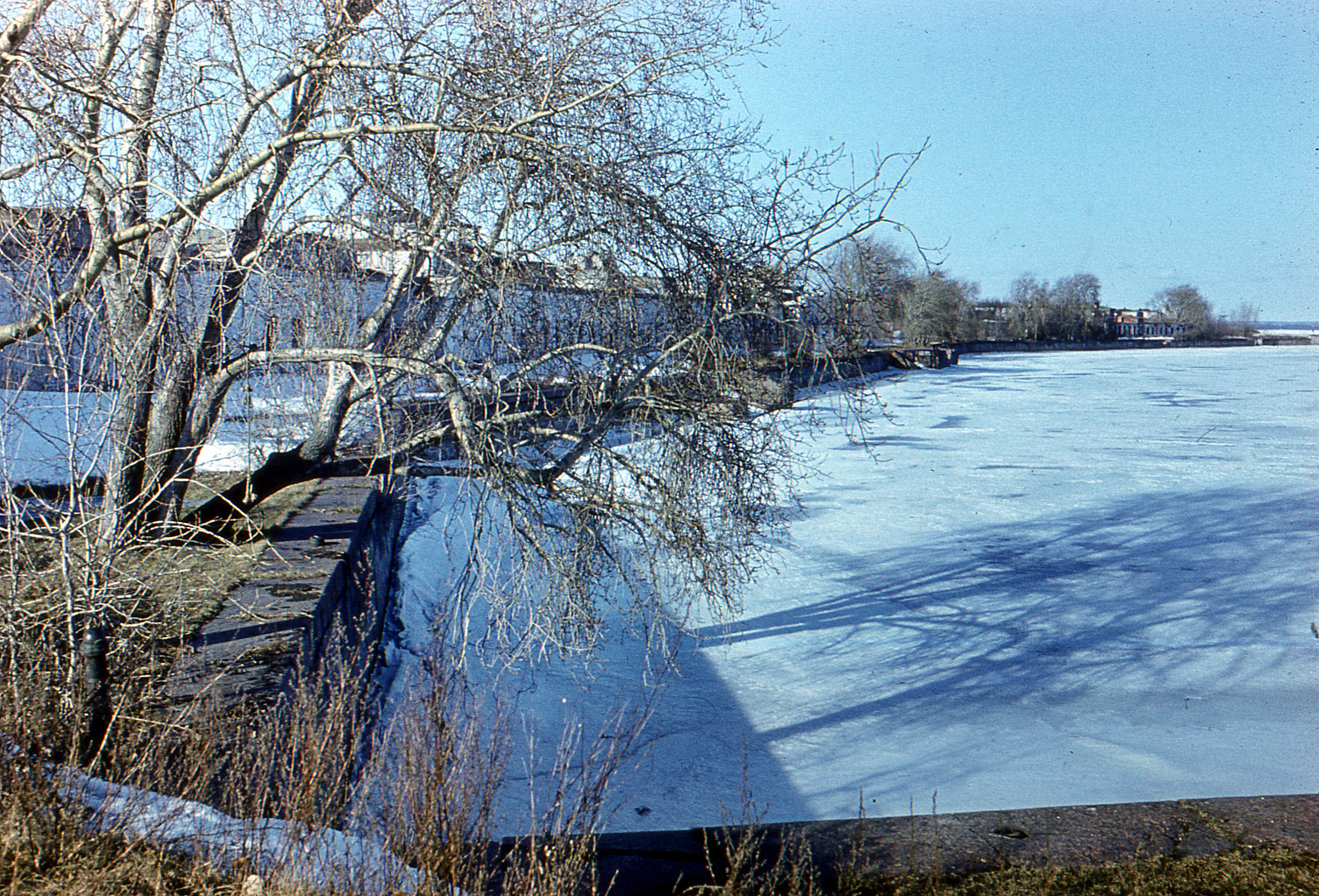
Ковш форта Тотлебен
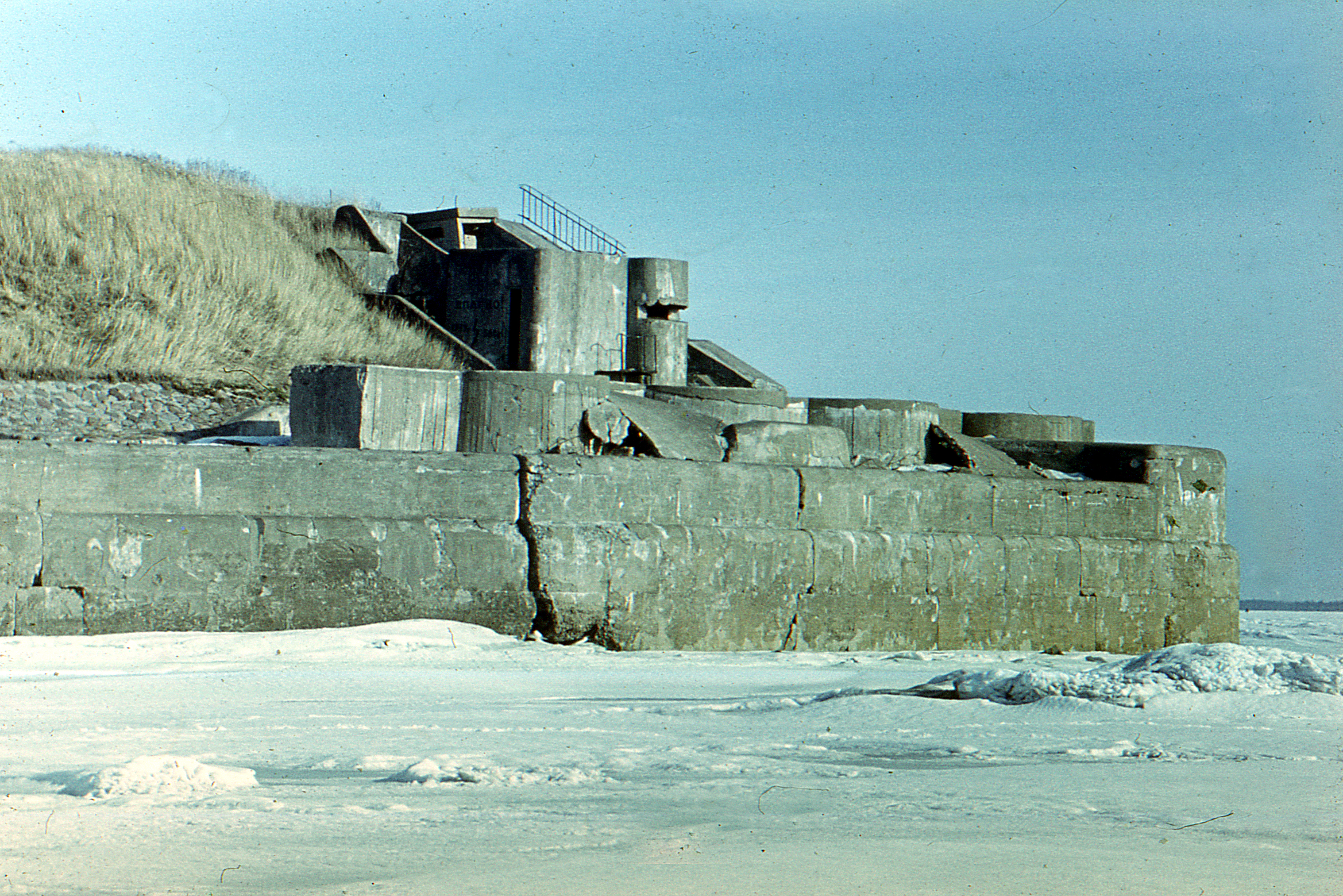
Форт Тотлебен со стороны моря
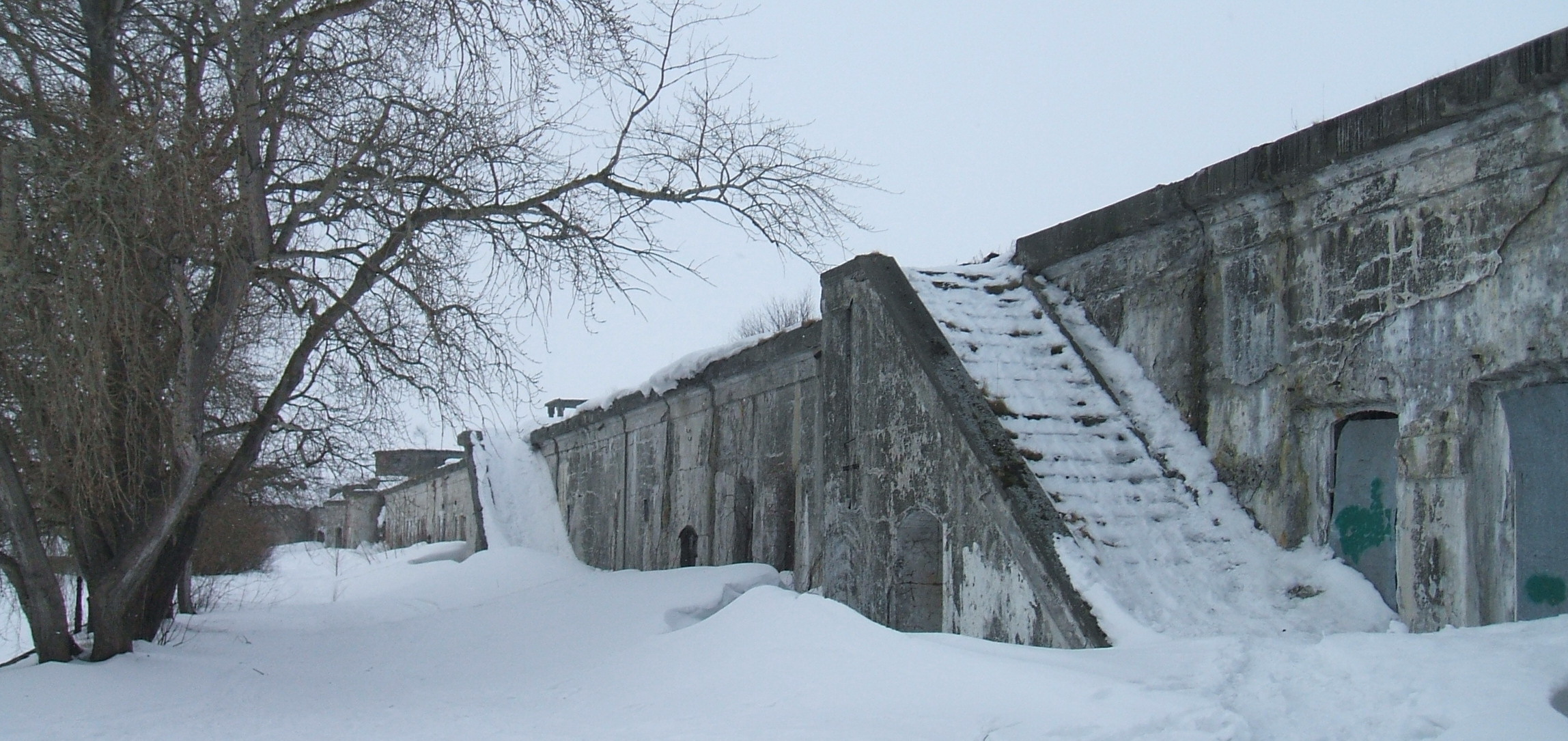
Бастионы
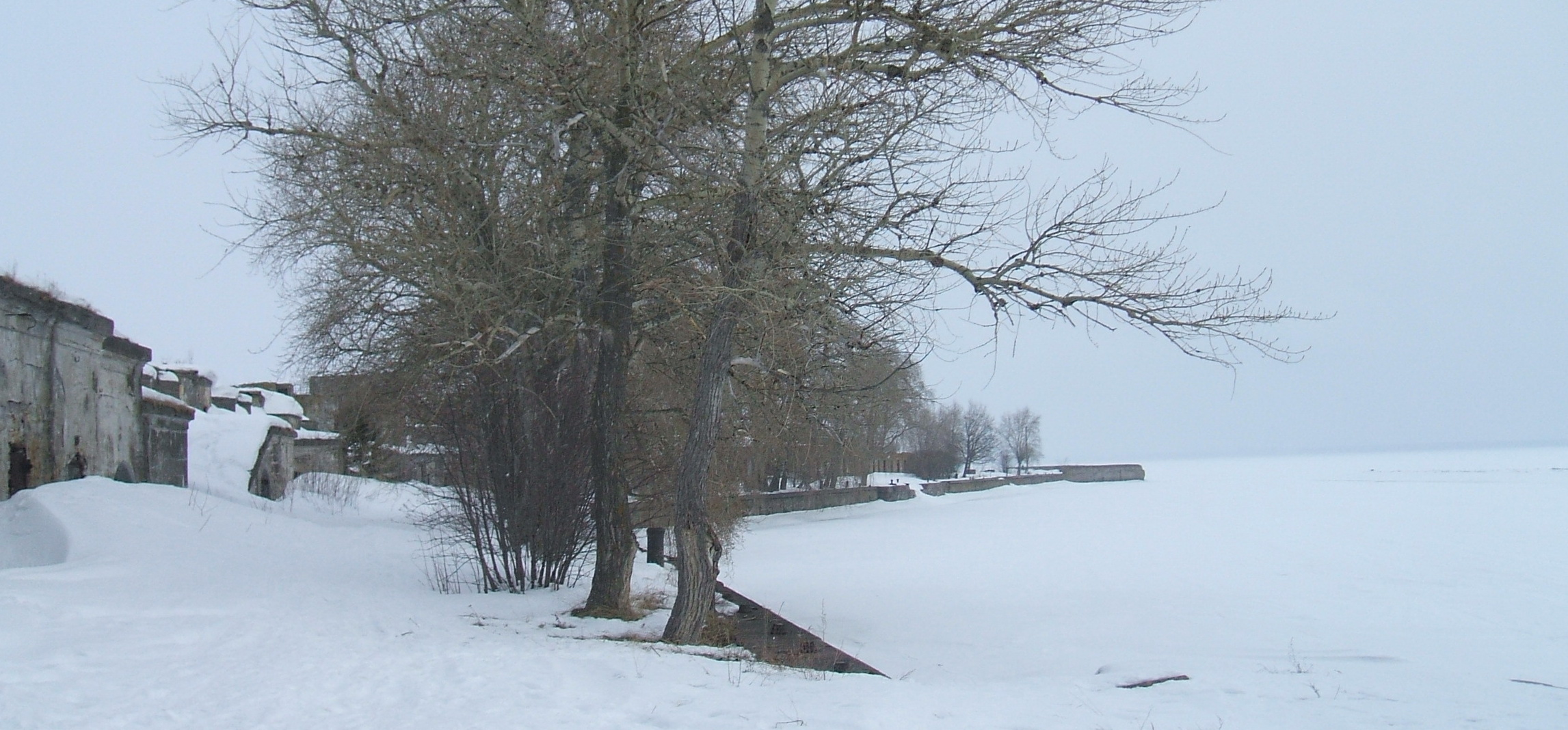
Вид на берег Сестрорецка
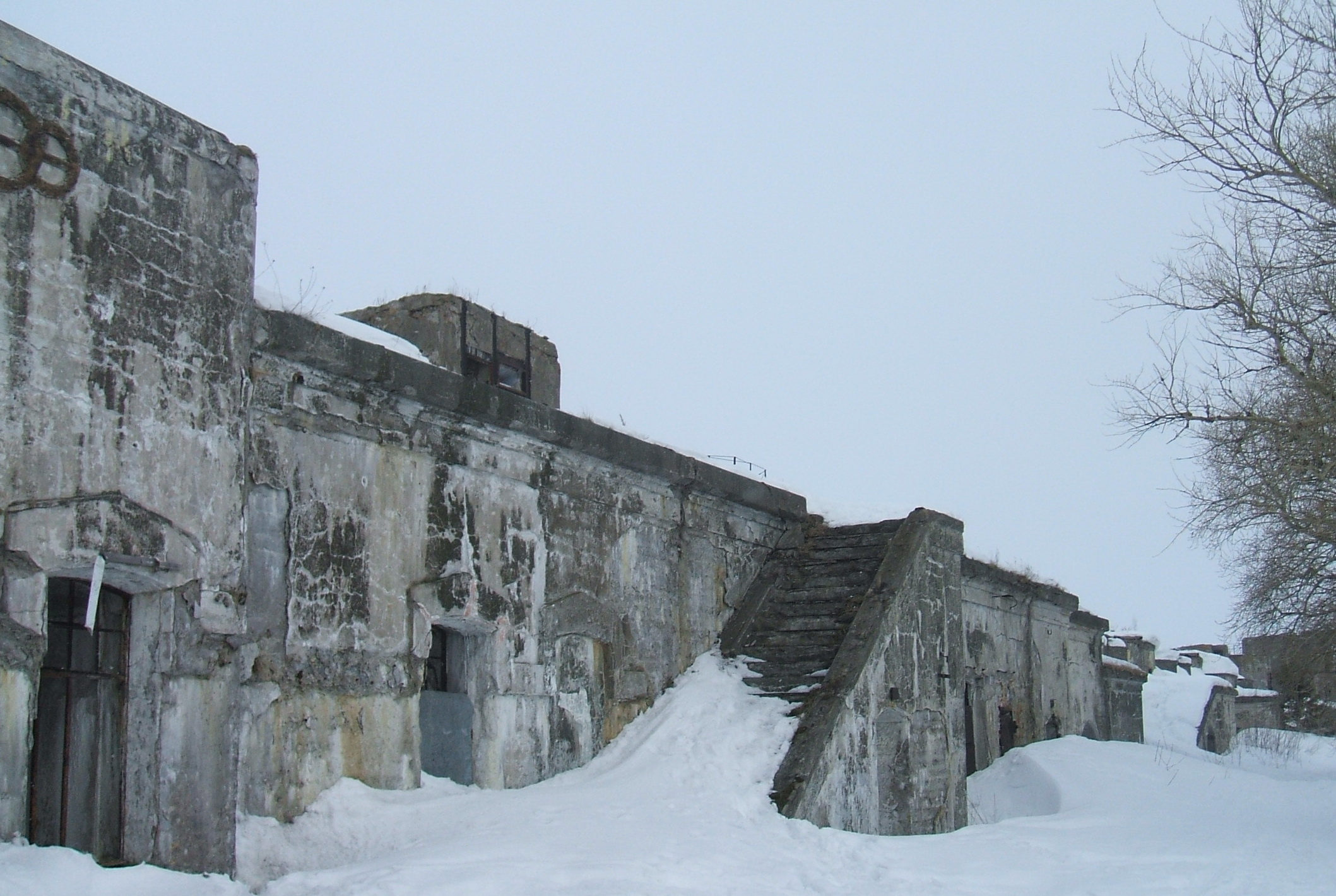
бастионы
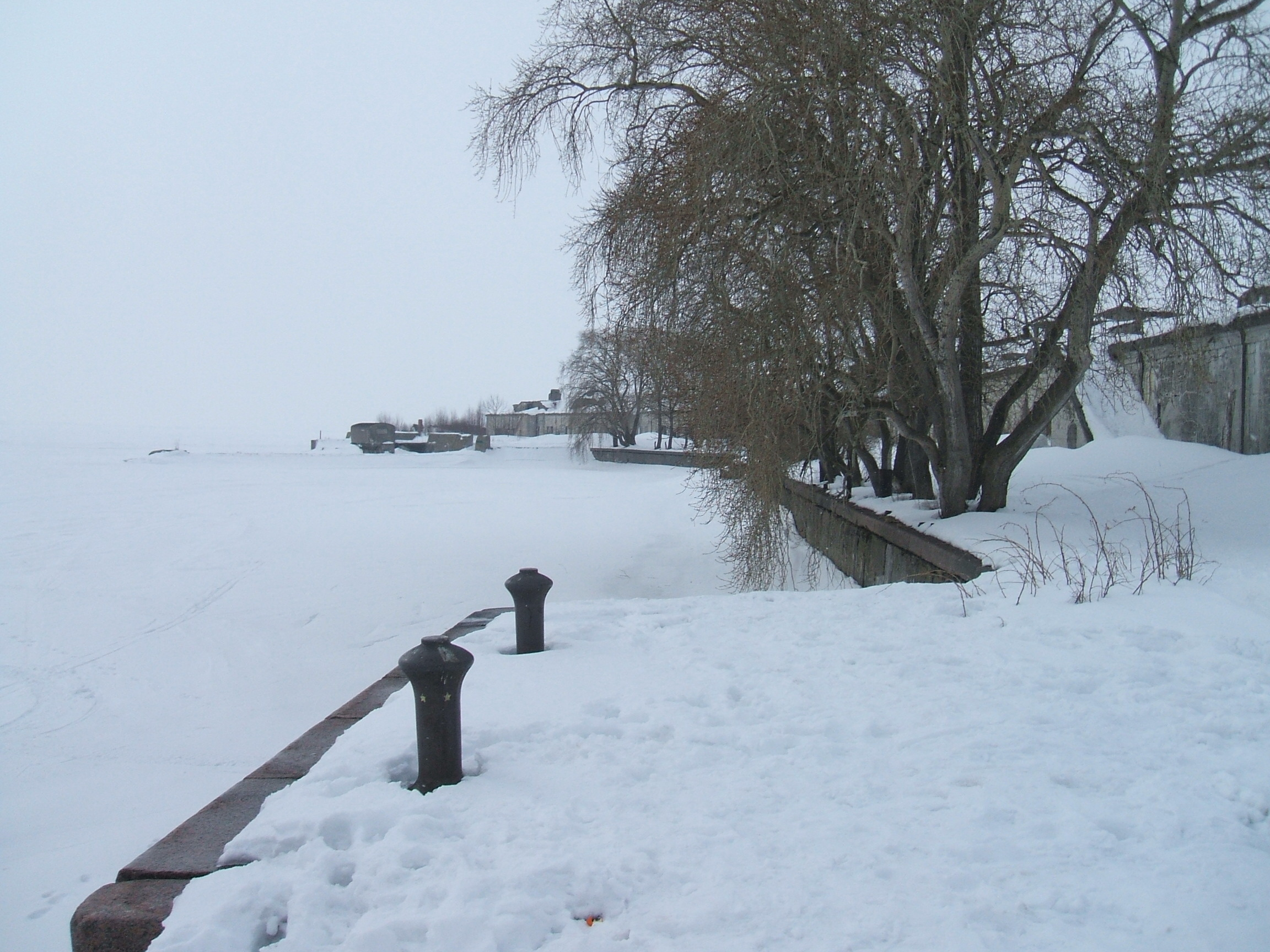
Гавань
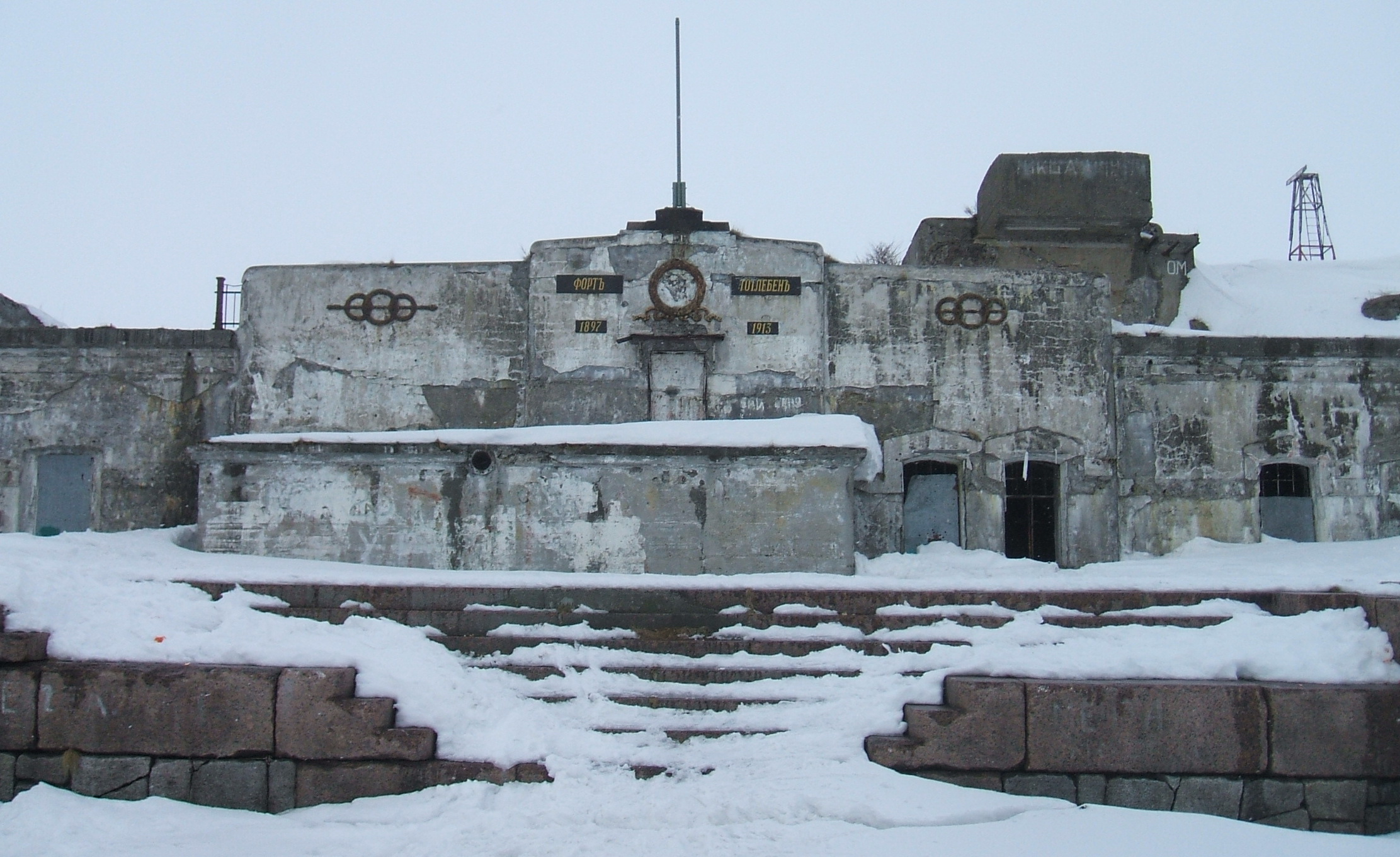
Главный портик
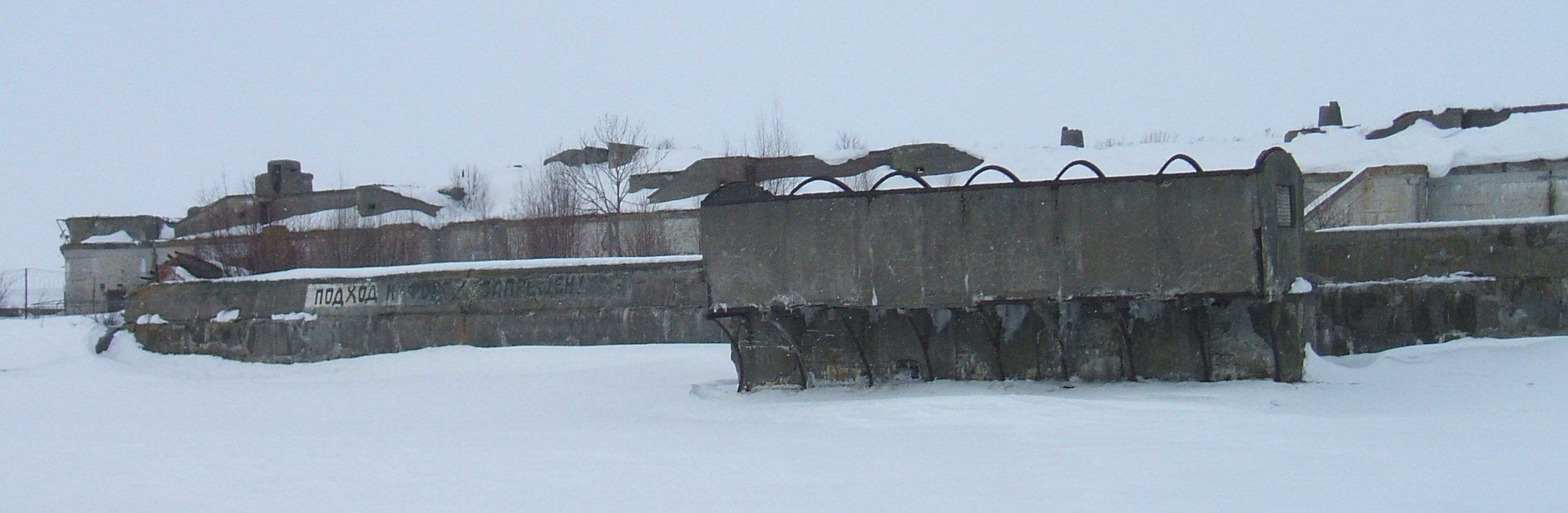
Грузовая пристань
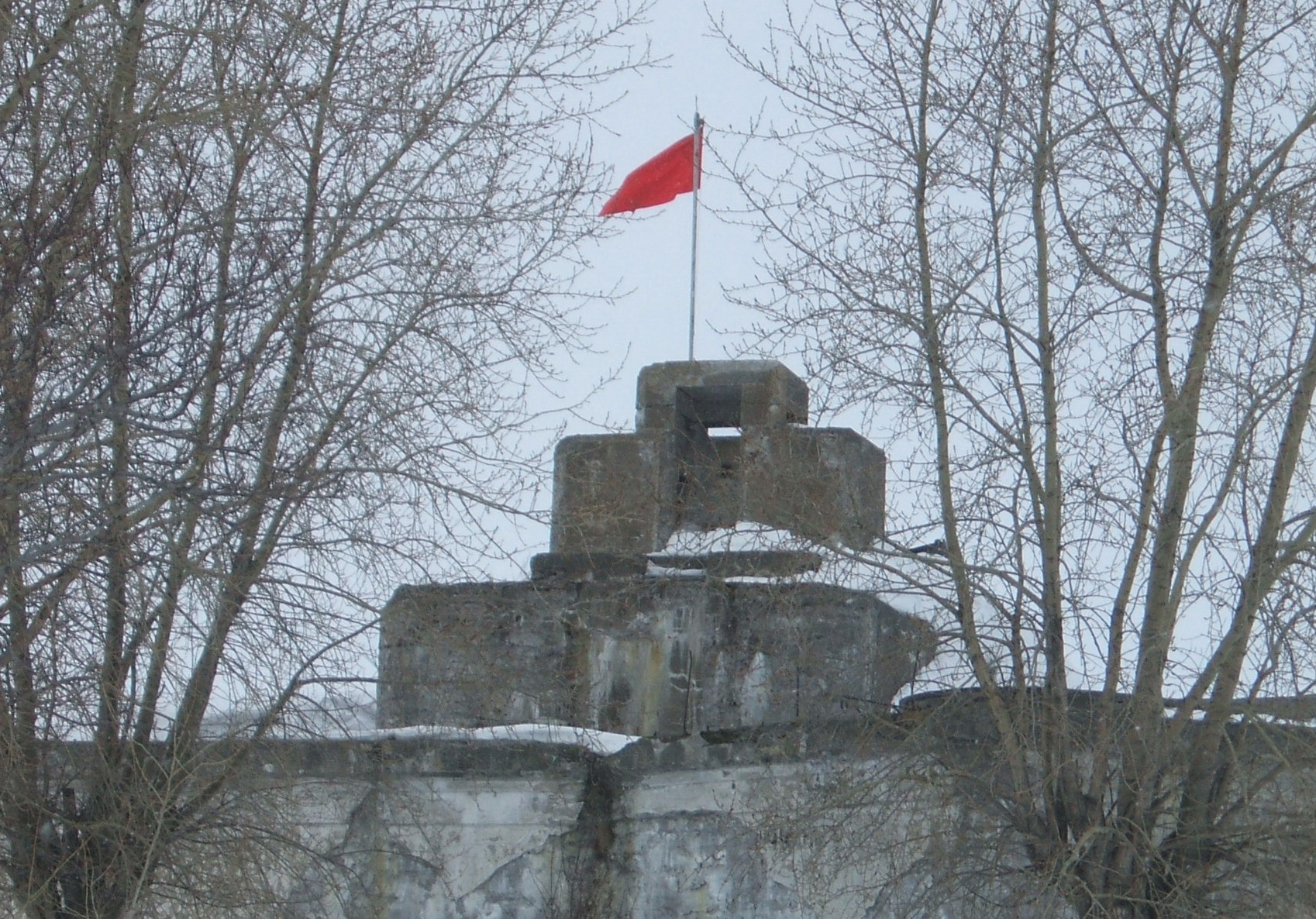
Знамя на форте
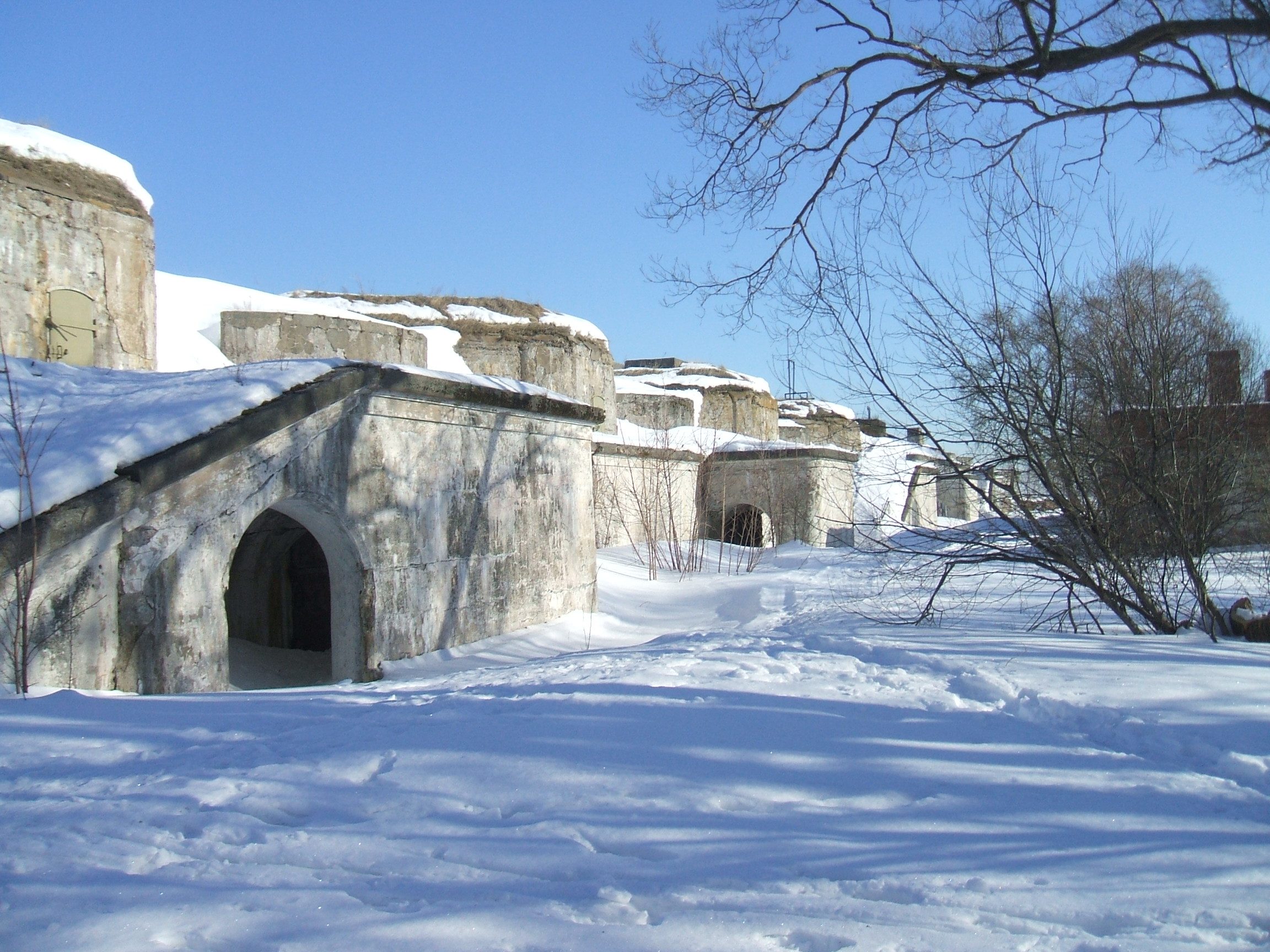
Бастионы
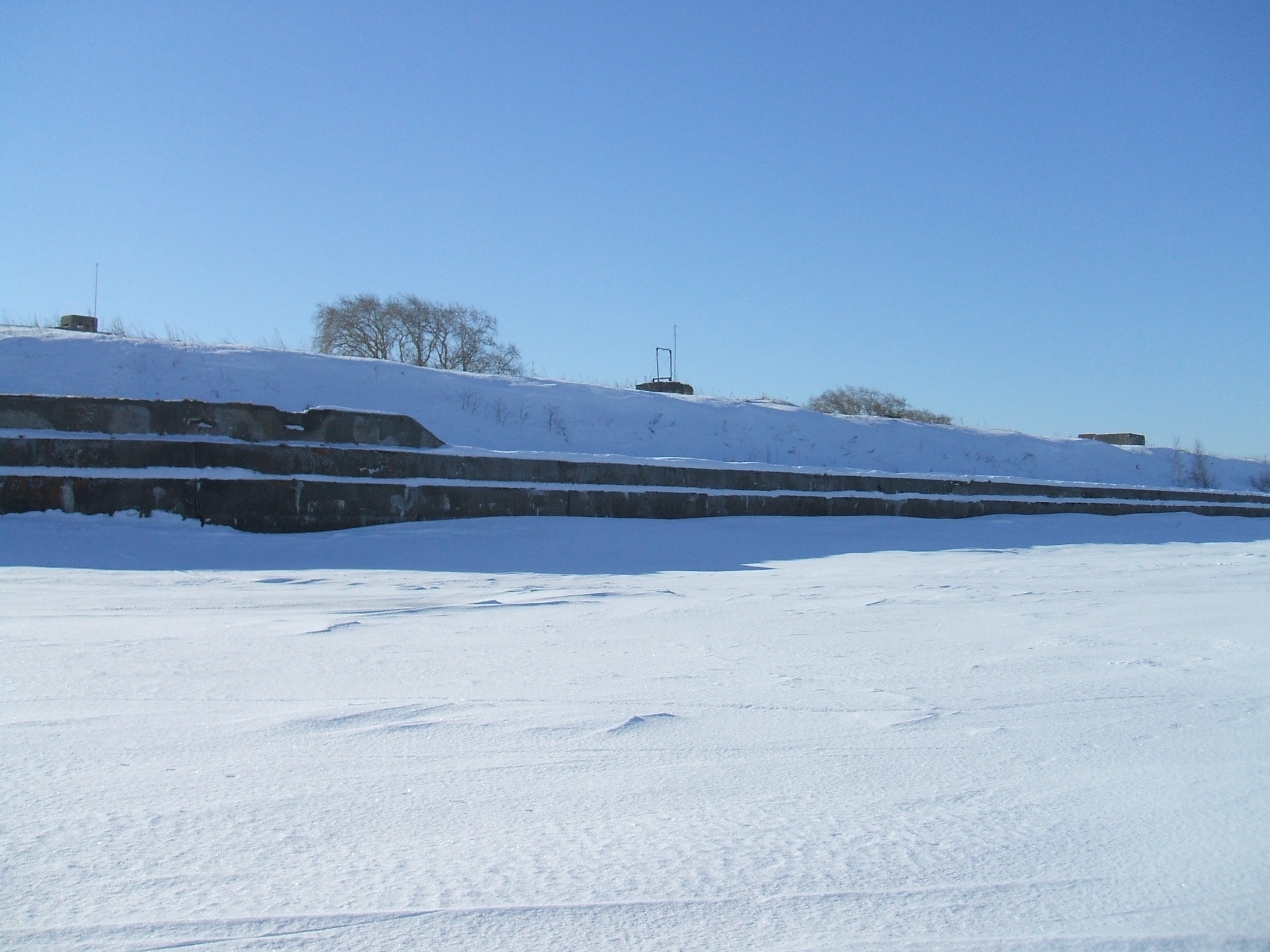
Боевая сторона
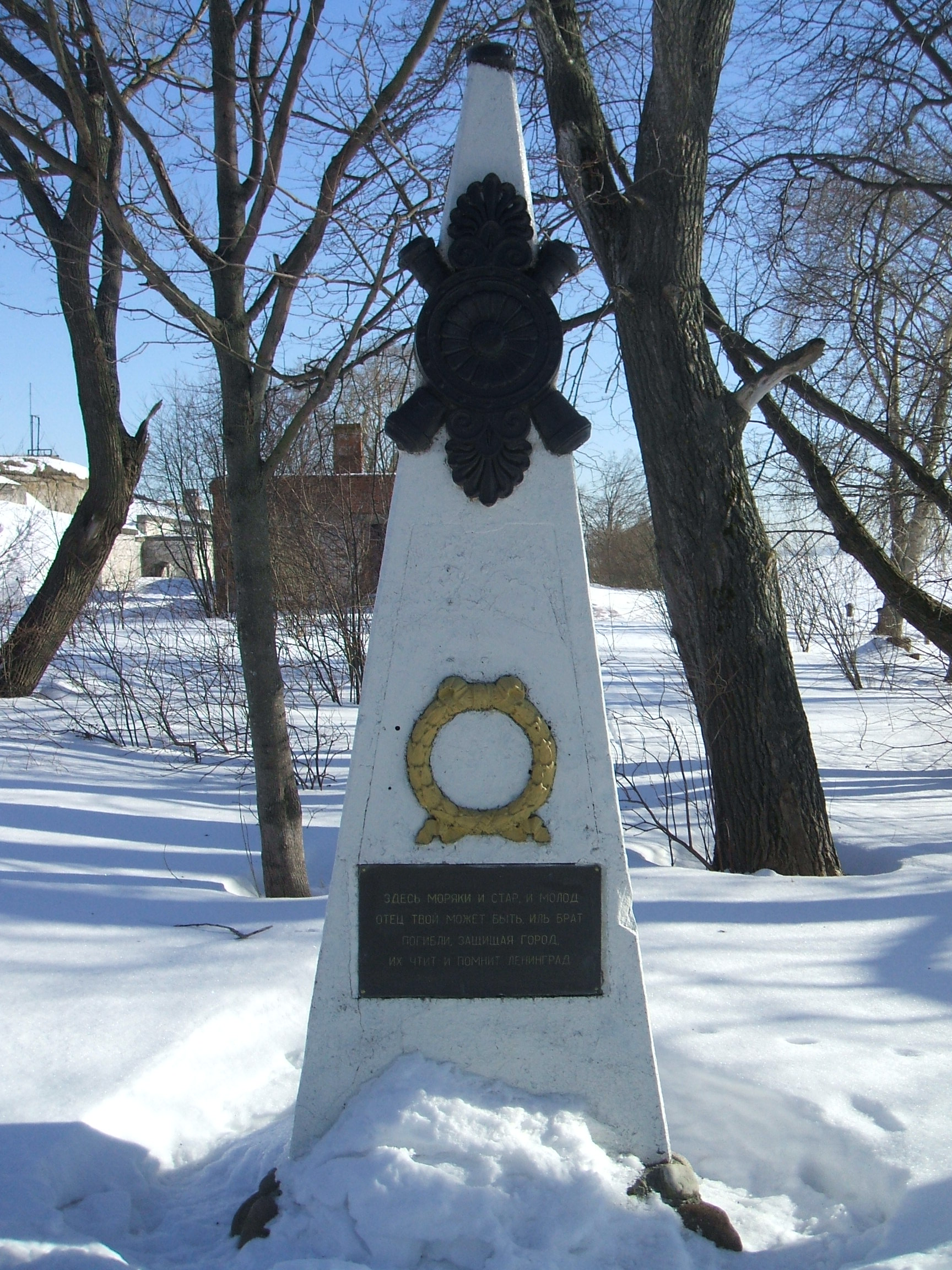
Памятник погибшим
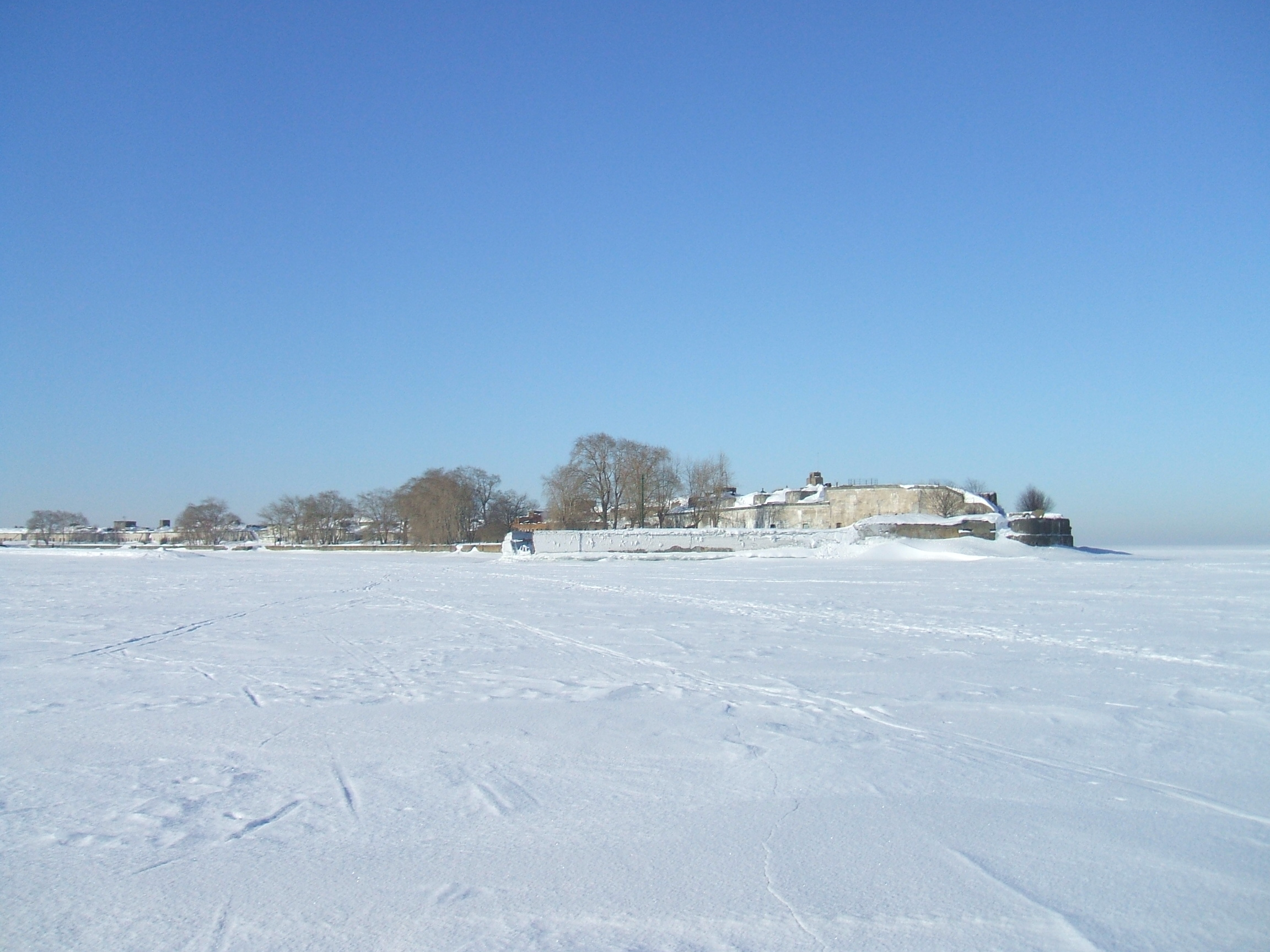
Тотлебен с востока
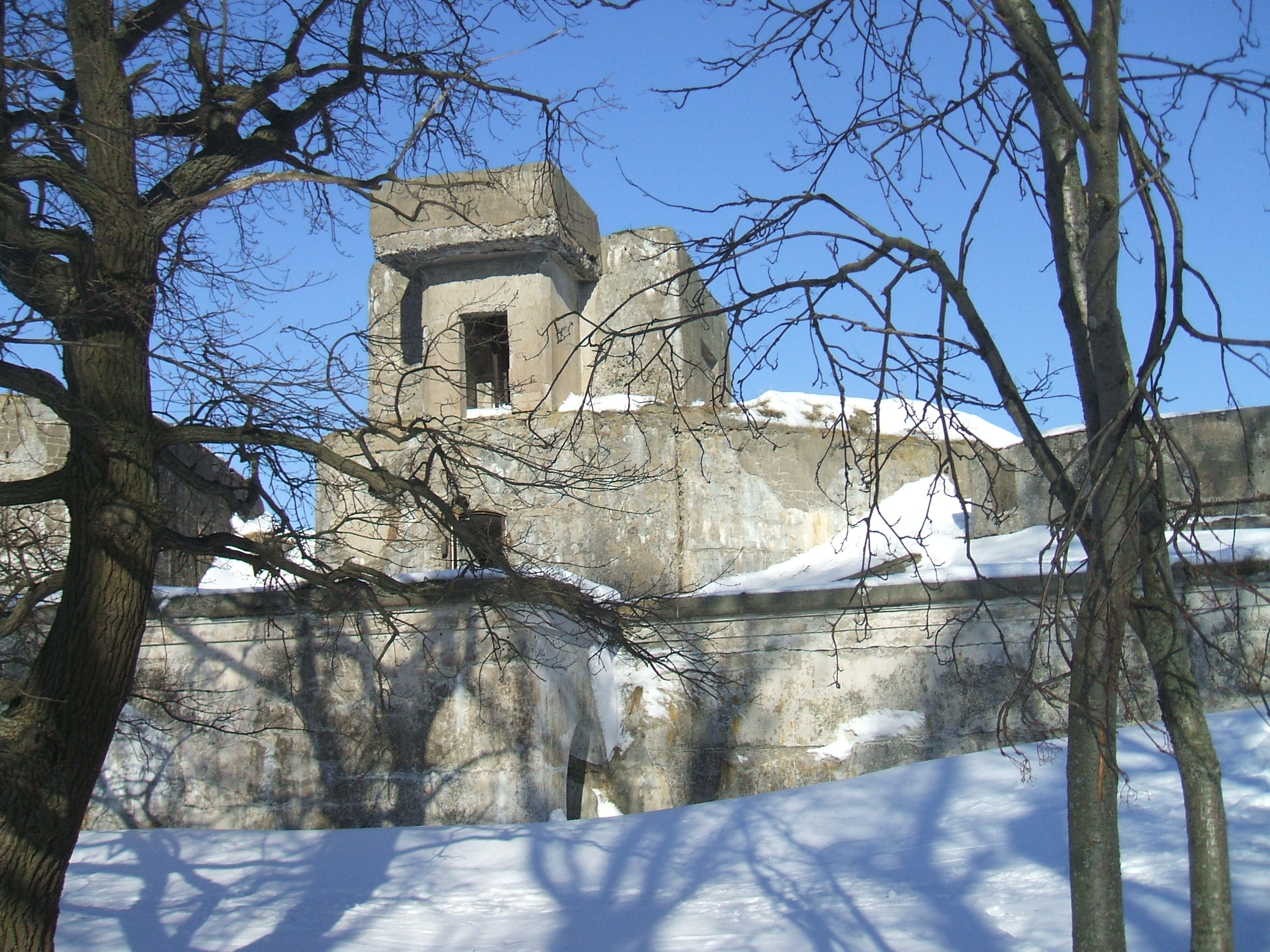